# Futebol Clube Santa Cruz
Il Futebol Clube Santa Cruz, noto anche come semplicemente come Santa Cruz-RS, è una società calcistica brasiliana con sede nella città di Santa Cruz do Sul, nello stato del Rio Grande do Sul.

## Storia
Un gruppo di ragazzi guidati da André Klarmann si riunirono all'Hotel Schmidt, il 26 marzo 1913, nel centro della città, per fondare una nuova società di calcio.
La loro prima partita fu contro il Concórdia, il 3 aprile 1913, sul campo del Várzea, oggi Stadio Comunale vicino al Parco dell'Oktoberfest della città, i registri non indicano il vincitore della partita. Due mesi dopo la loro prima partita ebbe luogo fuori città, a Candelária dove la delegazione andò alla partita in carrozza, il risultato non è registrato, ma si sa che il Santa Cruz vinse la partita.
Negli anni '20, il Santa Cruz aveva già una casa, Plátanos, ma aveva ancora il nome Foot Ball Club Santa Cruz e non aveva il soprannome "Galo", acquisito dopo aver battuto il più grande rivale dell'epoca, il Grêmio Esportivo Santa Cruz 2-0 e si affermano con l'affettuoso soprannome.

## Palmarès

### Competizioni statali
- Campeonato Gaúcho Divisão de Acesso: 1

2023
- Copa FGF: 1

2020
- Campeonato Gaúcho Série B: 1

2021